# Pico de Príncipe
Pico de Príncipe – góra na Wyspie Książęcej, mniejszej z dwóch zamieszkałych Wysp Świętego Tomasza i Książęcej.  Jej wysokość podaje się jako 948 m, co czyni ją najwyższym szczytem wyspy, ale w czasie wyprawy w 1999 r. odkryto, że może być niższa od pobliskiego Pico Mencorne, który stałby się najwyższym szczytem. Wyspa jest jednym ze masywów wulkanicznych, tworzących tzw. Pas Kameruński składający się zarówno z wygasłych jak i aktywnych wulkanów.

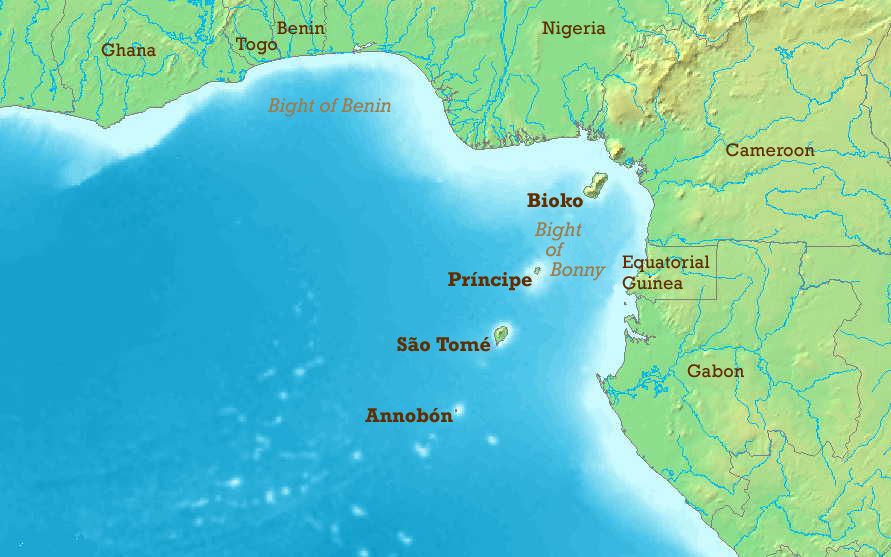
Mapa Zatoki Gwinejskiej pokazująca Wyspę Książęcą jako jedną z łańcucha wysp powstałych w kameruńskim pasie wulkanicznym.

## Budowa
Góra jest pozostałością wulkanu, który nie jest aktywny do 15,7 mln lat. Wulkany na wyspie pierwotnie zbudowane były z bazaltów, ale później do ich wnętrza wdarły się intruzje fonolitowe. Bazalt uległ silnej erozji, pozostawiając imponujące wieże fonolitowe, wyrastające prawie pionowo z dżungli. 
Szczyt był eksplorowany tylko okazjonalnie. Pierwsza wyprawa w 1929 r. utworzyła na nim bazę. Druga odbyła się w 1956 r., ale nie mogła podjąć badań botanicznych ze względu na złą pogodę. Wyprawa z 1999 r. ustaliła, że góra wyrasta na  600 do 700 m z silnie zalesionego płaskowyżu, z którego szereg grani prowadzi na szczyt. Na większych wysokościach drzewa rosną rzadziej i rośnie na nich więcej epifitów. Sam wierzchołek to niewielki pagórek otoczony z trzech stron przepaściami.

## Ekologia
Wyprawa w 1999 r. była przeprowadzona przez członków Exofac, organizacji pozarządowej, która planuje uczestnictwo w ochronie przyrody poprzez rozwój ekoturystyki na wyspie. Ekologia dżungli na i wokół góry nie została dobrze zbadana, ale odkryto kilka endemicznych gatunków ptaków i storczyków, a oprócz tego stało się jasne, że jest tu wiele endemicznych gatunków roślin i owadów. Proponowana strefa ochronna obejmuje górę i trzy inne wzniesienia powyżej 500 m: Mesa (537 m), Pico Papagaio (680 m) i Pico Mencorne (921 m). Zaobserwowano 28 gatunków ptaków, z czego siedem jest endemicznych dla Wyspy Książęcej, a cztery są objęte ochroną w skali światowej. Inne endemiczne gatunki to jaszczurka Feylinia polylepis, wąż Typhlops elegans i żaba Leptoptelis palmatus. Endemicznym podgatunkiem jest zębiełek Crocidura poensis.